# Jay Greenberg
Jay Greenberg (* 13. Dezember 1991 in New Haven (Connecticut)) ist ein amerikanischer Komponist. Er begann im Alter von zehn Jahren an der Juilliard School zu studieren und galt als musikalisches Wunderkind.

## Biografie
Jay Greenberg beschäftigte sich ungewöhnlich früh mit Musik in Theorie und Praxis. Er begann bereits mit drei Jahren, Cello zu spielen und regelmäßig zu komponieren. Seine Eltern sind keine Musiker – Greenbergs Vater ist Linguist für slawische Sprachen, die Mutter eine Malerin.
Einer von Greenbergs Mentoren, Antony John, berichtet im Booklet zur ersten CD-Veröffentlichung Greenbergs bei Sony BMG Masterworks, Greenberg habe „auf seine sanfte und beharrliche Art erreicht, dass er immer wieder eine Sammlung von Beethoven-LPs bei einem Freund anhören konnte. Er selbst brachte sich Grundzüge der Theorie bei, indem er das Gehörte mit dem in der Partitur Gesehenen verglich.“ In den nächsten Jahren komponierte Greenberg zahlreiche Werke, darunter fünf Symphonien, und entwickelte sich in seinem Schaffen mit enormer Geschwindigkeit weiter.
Sein Studium an der Juilliard School begann im Jahr 2002, als er zehn Jahre alt war. Mit elf Jahren studierte er dort Musiktheorie. Daneben absolvierte er weiterhin eine reguläre Schulausbildung. Zu seinen Professoren an der Juilliard School zählten die Komponisten Samuel Adler und Samuel Zyman. Die Musikwelt wurde auf Jay Greenberg aufmerksam, als Samuel Zyman ihn im November 2004 in der Sendung 60 Minutes auf CBS News mit den Worten vorstellte: „Wir sprechen hier über ein Wunderkind, das im Bereich der Komposition die gleichen Fähigkeiten wie große Wunderkinder der Geschichte hat. Ich meine dabei durchaus Komponisten wie Mozart, Mendelssohn und Saint-Saëns.“
Jay Greenberg entwirft seine Werke – ähnlich wie zum Beispiel Schostakowitsch – zunächst komplett in Gedanken; zur Niederschrift bedient er sich eines Computers und eines speziellen Notationsprogramms, das es ermöglicht, das Geschriebene unmittelbar zum Erklingen zu bringen.
Greenberg war der jüngste Komponist aller Zeiten, der einen Plattenvertrag bei einem großen Label unterzeichnet hat: Das Sony BMG Masterworks Label veröffentlichte am 15. August 2005 Greenbergs erste CD. Auf ihr sind Greenbergs Fünfte Symphonie, gespielt vom London Symphony Orchestra unter José Serebrier, sowie sein Streichquintett, gespielt vom Juilliard-Streichquartett und dem Cellisten Darrett Adkins, zu hören.
Greenberg hat sehr vielfältige Interessengebiete. Im Jahr 2006 sagte er über ein mögliches künftiges Studium, er werde vielleicht Physik oder Psychologie oder Informatik oder Kartografie studieren – aber auch viele andere Fächer seien für ihn vorstellbar. Er studierte dann Musik am Peterhouse-College der Universität Cambridge und schloss das Studium 2012 ab. Anschließend begann er ein Promotionsstudium im Fach Musik an der University of Auckland in Neuseeland. Im Jahr 2015 gewann er mit dem Orchesterstück Water Wheel with Mantras einen neuseeländischen Wettbewerb für junge Komponisten.

## Werke (Auswahl)
- Symphony No 1 (2001)
- Symphony No 2 (2001)
- Symphony No 5 (2003 bis 2005)
- Ouverture to 9/11 (2003)
- The Storm (2004)
- String Quartet (2004)
- Short Stories (2005)
- Water Wheel with Mantras (2015)

Im Jahr 2007 hatte Greenberg schon mehr als 100 Werke komponiert, die meisten wurden jedoch nicht veröffentlicht. In der Datenbank von Wise Music Classical sind 22 veröffentlichte Kompositionen aus den Jahren 2004 bis 2015 erfasst (Stand Juli 2025).